# Wereldbeker freestyleskiën 2010/2011
De wereldbeker freestyleskiën 2010/2011 (officieel: FIS World Cup Freestyle skiing) was een competitie voor freestyleskiërs die georganiseerd werd door de internationale skifederatie FIS. In de wereldbeker waren zowel voor mannen als voor vrouwen vijf disciplines opgenomen (halfpipe, freestyle ski cross, aerials, moguls en dual moguls). Het seizoen begon op 11 december 2010 in het Finse Ruka en eindigde op 20 maart 2011 in het Noorse Voss en het Franse La Plagne.
Het seizoen werd van 30 januari tot en met 5 februari onderbroken door de wereldkampioenschappen freestyleskiën 2011 in Deer Valley waar vijf onderdelen bij de mannen en de vrouwen op het programma stonden.

## Eindklassementen

### Algemeen
| Mannen | Mannen                | Mannen |
| #      | Naam                  | Punten |
| ------ | --------------------- | ------ |
| 1      | Guilbaut Colas        | 76     |
| 2      | Andreas Matt          | 75     |
| 3      | Alexandre Bilodeau    | 67     |
| 4      | Mikaël Kingsbury      | 66     |
| 5      | Qi Guangpu            | 66     |
| 6      | Anton Koesjnir        | 61     |
| 7      | Christopher Del Bosco | 56     |
| 8      | Renato Ulrich         | 46     |
| 9      | Jouni Pellinen        | 42     |
| 10     | Jia Zongyang          | 41     |

| Vrouwen | Vrouwen        | Vrouwen |
| #       | Naam           | Punten  |
| ------- | -------------- | ------- |
| 1       | Hannah Kearney | 92      |
| 2       | Jennifer Heil  | 65      |
| 3       | Cheng Shuang   | 63      |
| 4       | Anna Holmlund  | 61      |
| 5       | Xu Mengtao     | 60      |
| 6       | Heidi Zacher   | 56      |
| 7       | Kelsey Serwa   | 55      |
| 8       | Olga Volkova   | 49      |
| 9       | Fanny Smith    | 46      |
| 10      | Ophélie David  | 43      |

### Disciplines

#### Mannen
| #  | Naam                 | Punten |
| -- | -------------------- | ------ |
| 1  | Qi Guangpu           | 461    |
| 2  | Anton Koesjnir       | 428    |
| 3  | Renato Ulrich        | 321    |
| 4  | Jia Zongyang         | 288    |
| 5  | Warren Shouldice     | 255    |
| 6  | Stanislav Kravtsjoek | 220    |
| 7  | Wu Chao              | 219    |
| 8  | Oleksandr Abramenko  | 214    |
| 9  | Christian Hächler    | 164    |
| 10 | Maksim Goestik       | 160    |

| #  | Naam                   | Punten |
| -- | ---------------------- | ------ |
| 1  | Benoît Valentin        | 205    |
| 2  | Xavier Bertoni         | 172    |
| 3  | David Wise             | 140    |
| 4  | Joffrey Pollet-Villard | 135    |
| 5  | Kevin Rolland          | 132    |
| 6  | Nils Lauper            | 125    |
| 7  | Torin Yater-Wallace    | 124    |
| 8  | Justin Dorey           | 84     |
| 9  | Thomas Krief           | 79     |
| 10 | Nick Bowman            | 68     |

| #  | Naam                      | Punten |
| -- | ------------------------- | ------ |
| 1  | Guilbaut Colas            | 841    |
| 2  | Alexandre Bilodeau        | 739    |
| 3  | Mikaël Kingsbury          | 725    |
| 4  | Patrick Deneen            | 434    |
| 5  | Jeremy Cota               | 407    |
| 6  | Aleksandr Smysljajev      | 312    |
| 7  | Pierre-Alexandre Rousseau | 308    |
| 8  | Cédric Rochon             | 305    |
| 9  | Jesper Björnlund          | 295    |
| 10 | David Digravio            | 248    |

| #  | Naam                  | Punten |
| -- | --------------------- | ------ |
| 1  | Andreas Matt          | 824    |
| 2  | Christopher Del Bosco | 615    |
| 3  | Jouni Pellinen        | 462    |
| 4  | John Teller           | 356    |
| 5  | Nick Zoricic          | 337    |
| 6  | Simon Stickl          | 328    |
| 7  | Tomáš Kraus           | 327    |
| 8  | Conradign Netzger     | 316    |
| 9  | Daniel Bohnacker      | 299    |
| 10 | Patrick Gasser        | 255    |

#### Vrouwen
| #  | Naam            | Punten |
| -- | --------------- | ------ |
| 1  | Cheng Shuang    | 442    |
| 2  | Xu Mengtao      | 420    |
| 3  | Olga Volkova    | 343    |
| 4  | Zhang Xin       | 273    |
| 5  | Emily Cook      | 260    |
| 6  | Tanja Schärer   | 224    |
| 7  | Nadia Didenko   | 223    |
| 8  | Ashley Caldwell | 206    |
| 9  | Sabrina Guérin  | 197    |
| 10 | Olga Poljoek    | 169    |

| #  | Naam                       | Punten |
| -- | -------------------------- | ------ |
| 1  | Sarah Burke                | 200    |
| 2  | Rosalind Groenewoud        | 200    |
| 3  | Virginie Faivre            | 185    |
| 4  | Devin Logan                | 160    |
| 5  | Katrien Aerts              | 136    |
| 6  | Keltie Hansen              | 85     |
| 7  | Anaïs Caradeux             | 60     |
| 8  | Tiril Sjåstad Christiansen | 50     |
| 9  | Katia Griffiths            | 45     |
| 10 | Caja Schöpf                | 40     |

| #  | Naam                    | Punten |
| -- | ----------------------- | ------ |
| 1  | Hannah Kearney          | 1009   |
| 2  | Jennifer Heil           | 712    |
| 3  | Audrey Robichaud        | 466    |
| 4  | Justine Dufour-Lapointe | 457    |
| 5  | Heather McPhie          | 400    |
| 6  | Kristi Richards         | 387    |
| 7  | Chloé Dufour-Lapointe   | 348    |
| 8  | Nikola Sudová           | 331    |
| 9  | Eliza Outtrim           | 318    |
| 10 | Jekaterina Stoljarova   | 311    |

| #  | Naam               | Punten |
| -- | ------------------ | ------ |
| 1  | Anna Holmlund      | 672    |
| 2  | Heidi Zacher       | 612    |
| 3  | Kelsey Serwa       | 610    |
| 4  | Fanny Smith        | 504    |
| 5  | Ophélie David      | 474    |
| 6  | Katrin Müller      | 458    |
| 7  | Anna Wörner        | 371    |
| 8  | Marte Høie Gjefsen | 358    |
| 9  | Andrea Limbacher   | 290    |
| 10 | Nikol Kučerová     | 264    |

## Wedstrijden

### Mannen
| Datum | Plaats                  | Discipline  | Eerste                | Tweede                | Derde                     |
| --- | ----------------------- | ----------- | --------------------- | --------------------- | ------------------------- |
| 11/12/2010 | Ruka                    | moguls      | Patrick Deneen        | Mikaël Kingsbury      | Guilbaut Colas            |
| 15/12/2010 | Méribel                 | dual moguls | Guilbaut Colas        | Patrick Deneen        | Bryon Wilson              |
| 17/12/2010 | Beida Lake              | aerials     | Jia Zongyang          | Warren Shouldice      | Wu Chao                   |
| 18/12/2010 | Beida Lake              | aerials     | Qi Guangpu            | Jia Zongyang          | Renato Ulrich             |
| 20/12/2010 | Beida Lake              | moguls      | Mikaël Kingsbury      | Guilbaut Colas        | Pierre-Alexandre Rousseau |
| 18/12/2010 | Innichen                | ski cross   | Patrick Gasser        | Andreas Matt          | Thomas Zangerl            |
| 19/12/2010 | Innichen                | ski cross   | Scott Kneller         | Alex Fiva             | John Teller               |
| 07/01/2011 | St. Johann in Tirol     | ski cross   | John Teller           | Nick Zoricic          | Thomas Zangerl            |
| 12/01/2011 | Alpe d'Huez             | ski cross   | Daniel Bohnacker      | Andreas Matt          | Patrick Koller            |
| 15/01/2011 | Mont Gabriël            | dual moguls | Alexandre Bilodeau    | Mikaël Kingsbury      | Guilbaut Colas            |
| 16/01/2011 | Mont Gabriël            | aerials     | Anton Koesjnir        | Qi Guangpu            | Stanislav Kravtsjoek      |
| 16/01/2011 | Les Contamines-Montjoie | ski cross   | Christopher Del Bosco | Andreas Matt          | Egor Korotkov             |
| 21/01/2011 | Kreischberg             | halfpipe    | Xavier Bertoni        | Benoît Valentin       | Nils Lauper               |
| 21/01/2011 | Lake Placid             | aerials     | Qi Guangpu            | Ryan St. Onge         | Anton Koesjnir            |
| 22/01/2011 | Lake Placid             | moguls      | Guilbaut Colas        | Alexandre Bilodeau    | Jeremy Cota               |
| 23/01/2011 | Lake Placid             | moguls      | Guilbaut Colas        | Mikaël Kingsbury      | Pierre-Alexandre Rousseau |
| 28/01/2011 | Calgary                 | moguls      | Mikaël Kingsbury      | Alexandre Bilodeau    | Aleksandr Smisjljajev     |
| 29/01/2011 | Calgary                 | aerials     | Warren Shouldice      | Renato Ulrich         | Scotty Bahrke             |
| 29/01/2011 | Grasgehren              | ski cross   | Andreas Matt          | Patrick Koller        | Armin Niederer            |
| 2 t.e.m. 5 februari 2011: Wereldkampioenschappen freestyleskiën 2011 in Deer Valley (telt niet mee voor de wereldbeker) |                         |             |                       |                       |                           |
| 11/02/2011 | The Blue Mountains      | ski cross   | Christopher Del Bosco | Andreas Matt          | Tomáš Kraus               |
| 12/02/2011 | Moskou                  | aerials     | Anton Koesjnir        | Stanislav Kravtsjoek  | Qi Guangpu                |
| 19/02/2011 | Minsk                   | aerials     | Anton Koesjnir        | Stanislav Kravtsjoek  | Denis Osipau              |
| 26/02/2011 | Mariánské Lázně         | dual moguls | Alexandre Bilodeau    | Mikaël Kingsbury      | Jeremy Cota               |
| 03/03/2011 | Grindelwald             | ski cross   | Andreas Matt          | Jouni Pellinen        | Christopher Del Bosco     |
| 06/03/2011 | Hasliberg               | ski cross   | Jouni Pellinen        | Andreas Matt          | Daniel Bohnacker          |
| 11/03/2011 | Åre                     | moguls      | Alexandre Bilodeau    | Guilbaut Colas        | Mikaël Kingsbury          |
| 12/03/2011 | Åre                     | dual moguls | Alexandre Bilodeau    | Guilbaut Colas        | Patrick Deneen            |
| 13/03/2011 | Branäs                  | ski cross   | Andreas Matt          | Christopher Del Bosco | Conradign Netzer          |
| 19/03/2011 | Voss                    | ski cross   | Christopher Del Bosco | Conradign Netzer      | Tomáš Kraus               |
| 20/03/2011 | Voss                    | moguls      | Guilbaut Colas        | Mikaël Kingsbury      | Alexandre Bilodeau        |
| 20/03/2011 | La Plagne               | halfpipe    | Torin Yater-Wallace   | Benoît Valentin       | David Wise                |
| 20/03/2011 | La Plagne               | halfpipe    | Kevin Rolland         | David Wise            | Justin Dorey              |

### Vrouwen
| Datum | Plaats                  | Discipline  | Eerste                  | Tweede                  | Derde                   |
| --- | ----------------------- | ----------- | ----------------------- | ----------------------- | ----------------------- |
| 11/12/2010 | Ruka                    | moguls      | Hannah Kearney          | Jennifer Heil           | Kristi Richards         |
| 15/12/2010 | Méribel                 | dual moguls | Joelia Galysjeva        | Hannah Kearney          | Justine Dufour-Lapointe |
| 17/12/2010 | Beida Lake              | aerials     | Zhang Xin               | Xu Mengtao              | Cheng Shuang            |
| 18/12/2010 | Beida Lake              | aerials     | Xu Mengtao              | Cheng Shuang            | Xu Sicun                |
| 20/12/2010 | Beida Lake              | moguls      | Hannah Kearney          | Jennifer Heil           | Kristi Richards         |
| 18/12/2010 | Innichen                | ski cross   | Anna Holmlund           | Kelsey Serwa            | Nikol Kucerova          |
| 19/12/2010 | Innichen                | ski cross   | Fanny Smith             | Ashleigh McIvor         | Heidi Zacher            |
| 07/01/2011 | St. Johann in Tirol     | ski cross   | Heidi Zacher            | Hedda Berntsen          | Anna Wörner             |
| 12/01/2011 | Alpe d'Huez             | ski cross   | Kelsey Serwa            | Fanny Smith             | Ashleigh McIvor         |
| 15/01/2011 | Mont Gabriël            | dual moguls | Justine Dufour-Lapointe | Anastasia Goentsjenko   | Jennifer Heil           |
| 16/01/2011 | Mont Gabriël            | aerials     | Xu Mengtao              | Alla Tsuper             | Cheng Shuang            |
| 16/01/2011 | Les Contamines-Montjoie | ski cross   | Ophélie David           | Kelsey Serwa            | Anna Holmlund           |
| 21/01/2011 | Kreischberg             | halfpipe    | Rosalind Groenewoud     | Virginie Faivre         | Katrien Aerts           |
| 21/01/2011 | Lake Placid             | aerials     | Ashley Caldwell         | Alla Tsuper             | Xu Mengtao              |
| 22/01/2011 | Lake Placid             | moguls      | Hannah Kearney          | Jennifer Heil           | Audrey Robichaud        |
| 23/01/2011 | Lake Placid             | moguls      | Hannah Kearney          | Chloé Dufour-Lapointe   | Kristi Richards         |
| 28/01/2011 | Calgary                 | moguls      | Hannah Kearney          | Audrey Robichaud        | Jekaterina Stoljarova   |
| 29/01/2011 | Calgary                 | aerials     | Cheng Shuang            | Xu Mengtao              | Olga Volkova            |
| 29/01/2011 | Grasgehren              | ski cross   | Anna Holmlund           | Heidi Zacher            | Katrin Müller           |
| 2 t.e.m. 5 februari 2011: Wereldkampioenschappen freestyleskiën 2011 in Deer Valley (telt niet mee voor de wereldbeker) |                         |             |                         |                         |                         |
| 11/02/2011 | The Blue Mountains      | ski cross   | Anna Wörner             | Fanny Smith             | Jenny Owens             |
| 12/02/2011 | Moskou                  | aerials     | Emily Cook              | Olga Volkova            | Zhang Xin               |
| 19/02/2011 | Minsk                   | aerials     | Cheng Shuang            | Ashley Caldwell         | Kong Fanyu              |
| 26/02/2011 | Mariánské Lázně         | dual moguls | Hannah Kearney          | Jennifer Heil           | Chloé Dufour-Lapointe   |
| 03/03/2011 | Grindelwald             | ski cross   | Marte Høie Gjefsen      | Ophélie David           | Heidi Zacher            |
| 06/03/2011 | Hasliberg               | ski cross   | Anna Holmlund           | Katrin Müller           | Ophélie David           |
| 11/03/2011 | Åre                     | moguls      | Hannah Kearney          | Jennifer Heil           | Heather McPhie          |
| 12/03/2011 | Åre                     | dual moguls | Hannah Kearney          | Justine Dufour-Lapointe | Jennifer Heil           |
| 13/03/2011 | Branäs                  | ski cross   | Anna Holmlund           | Kelsey Serwa            | Marte Høie Gjefsen      |
| 19/03/2011 | Voss                    | ski cross   | Anna Holmlund           | Kelsey Serwa            | Katrin Müller           |
| 20/03/2011 | Voss                    | moguls      | Hannah Kearney          | Jennifer Heil           | Justine Dufour-Lapointe |
| 20/03/2011 | La Plagne               | halfpipe    | Sarah Burke             | Devin Logan             | Anaïs Caradeux          |
| 20/03/2011 | La Plagne               | halfpipe    | Sarah Burke             | Devin Logan             | Virginie Faivre         |